# Александр Шотландский
Александр Шотландский, принц Шотландии (21 января 1264 — 17 января 1284) — сын Александра III Шотландского и его супруги Маргариты Английской. Он был наследником трона Шотландии и внуком Генриха III Английского и Александра II Шотландского.
Александр родился в Джедборо. Он женился на Маргарите Фландрской (ум. 1331), дочери Ги де Дампьера, графа Фландрского, 14 ноября 1282 года в Роксборо. От этого брака детей не было.
Он умер в аббатстве Линдорес в 1284 году и был похоронен в аббатстве Данфермлин. Его смерть привела к кризису престолонаследования, поскольку его младший брат Давид Шотландский (20 марта 1272 — июнь 1281) скончался в возрасте 9-ти лет, тремя годами ранее, а его вдовствующий отец не имел других сыновей. Это вынудило отца Александра потребовать от Сословий признать свою внучку — Маргарет, Деву Норвежскую (племянницу Александра от его сестры Маргарет) — наследницей трона и заключить второй брак с Иоландой де Дрё, 1 ноября 1285 года, хотя результатом этого брака стал лишь мертворожденный ребёнок.
Шотландия не сразу осознала далеко идущие последствия кончины Александра. Если бы он остался жив и наследовал трон, Джон Баллиол не был бы назначен королём Шотландии рукой Эдуарда I Английского, что поставило Шотландию под контроль Англии, и привело к серии конфликтов между двумя странами.